# 福古岛

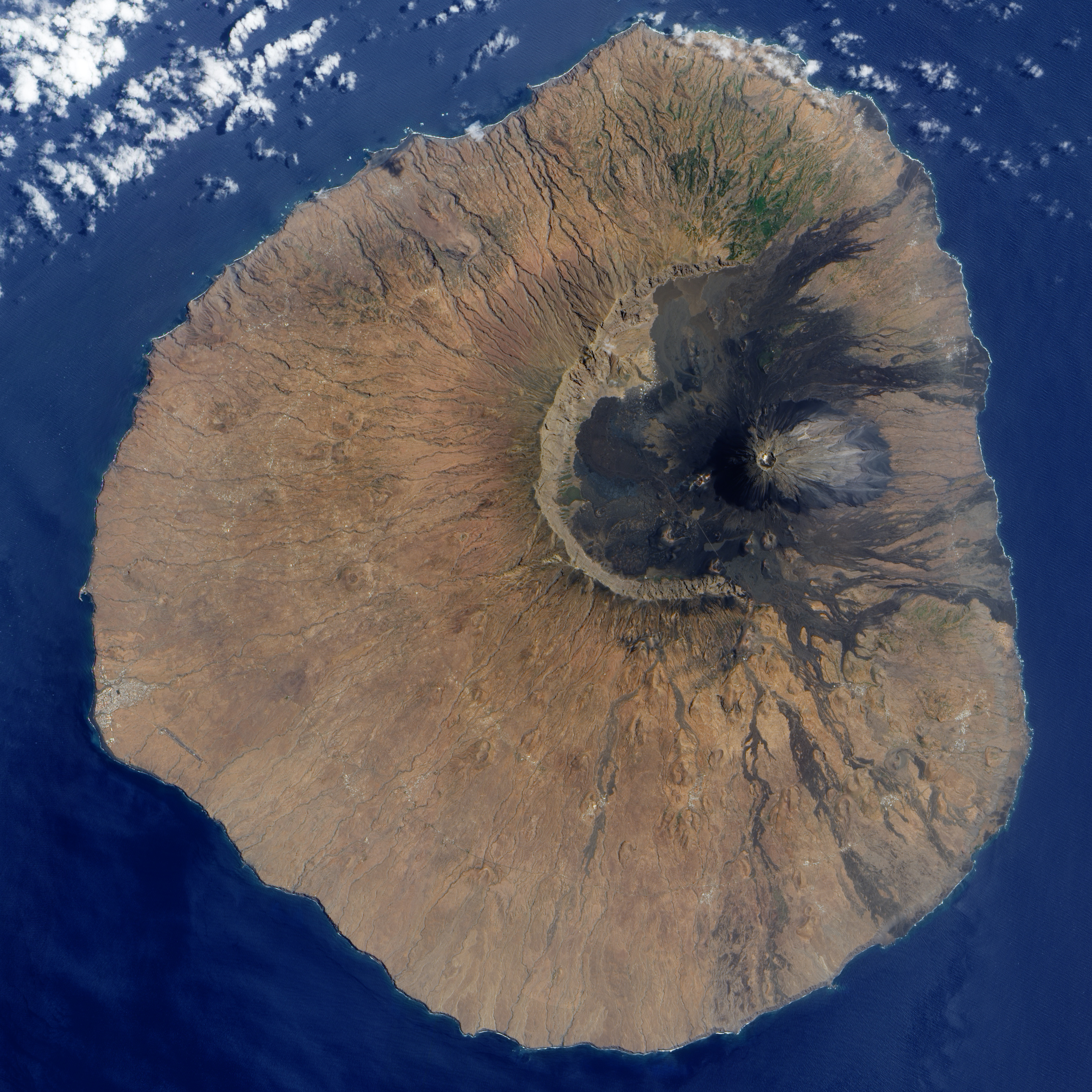
福古岛

福古岛（意为“火”）是非洲西岸佛得角索塔文托群岛的一个岛屿。它是群岛中海拔最高的一个岛，福古火山的海拔接近3000米（10,000英尺）。

## 地理
该岛位于圣地牙哥岛和布拉瓦岛之间。整个岛是一座活火山，周期性喷发，上次喷发的时间为1995年，形成了一个名为Pico Pequeno的新火山口。其最大的特色为一个直径达9公里的破火山口，断崖高度达1公里。破火山口的东边有一个裂口，中间有一个突起的峰。中间的锥形峰形成了岛上的最高点，比破火山口四周的断崖高出100米。火山的熔岩历史上曾经到达过岛的东海岸。
火山口附近有一个叫做Chã das Caldeiras的小村庄，居民在喷发期间撤离。
该岛主要是一个农业岛，约1480年开始有人居住。岛上有学校、银行、邮局、旅馆等。岛上最大的城市为圣菲利佩，附近有一个机场。
福古岛的西南部是一片肥沃的土地，坡度约为10至15度。北部和东部陡峭。该岛从海洋中陡然突起，基部最深处在离海岸线5公里处，深达5,300米。西部则情况不同，与布拉瓦岛的另一座海山相连。
东北部的斜坡全年常绿，其余部分则干旱贫瘠。作为佛得角最南方的岛屿之一，福古岛的降雨量最高。但岛上的溪流全年干涸。
圣菲利佩的建筑为典型的葡萄牙殖民地风格。东北方向的莫斯特羅（Mosteiros）是岛上第二大城镇。
该岛曾在1680年发生猛烈的喷发。岛上的山峰在数百公里外依然可见，并且持续了数年。岛名也由此而来。

## 外部連結
- Informations and impressions from Fogo
- Caboverde.com （页面存档备份，存于）
- University of Massachusetts - information and images from Fogo
- Photos of Fogo （页面存档备份，存于）